# Гасови стаклене баште
Гасови стаклене баште су природни део атмосфере. Међутим, од почетка индустријске револуције до данас, уочено је значајно повећање њихове концентрације, као последица људског деловања. Осим водене паре, најзначајнији гасови са ефектом стаклене баште су угљен-диоксид, који је одговоран за око 62% укупне додатно произведене топлоте, метан (око 20%), хлорофлуороугљеници (око 10%), азот-субоксид (око 6%) и тропосферски озон (око 2%).

## Водена пара
Водена пара је најзаступљенији гас стаклене баште у атмосфери. Њен највећи извор је испаравање воде са површине мора и океана, па човек има врло занемарљив утицај на њену концентрацију. Међутим, иако човек својим директним утицајем не може значајно да увећа садржај водене паре у атмосфери, она је део позитивне повратне спреге у којој повећање концентрације гасова стаклене баште загрева Земљу, што доводи до повећања испаравања воде и веће концентрације водене паре у атмосфери (јер топлији ваздух може да садржи више водене паре пре него што се кондензује). То опет, због способности молекула воде да апсорбује инфрацрвено зрачење, доводи до повећања температуре, још већег испаравања и још веће концентрације водене паре у атмосфери.

## Угљен-диоксид
Угљен-диоксид (CO2), се природним путем ослобађа при вулканским ерупцијама, а ослобађа и троши у циклусима дисања и фотосинтезе, као и при размени између океана и атмосфере. Најчешће су природни понори и извори CO2 уравнотежени, тако да се произведе управо онолико колико се потроши.
Међутим, у последњих 200 година, највећи део атмосферског CO2 емитованог у атмосферу је последица људске активности. Најзначајнији антропогени извори су сагоревање фосилних горива (петролеј, природни гас, угаљ) у електранама, индустрији и саобраћају и уништавање шума. Процес производње електричне енергије је одговоран за 39% целокупне емисије CO2. Петро-рафинерије, хемијска индустрија, индустрија производње метала, папира, хране и минерала ослобађају велике количине CO2, док се мања количина ослобађа као нуспродукт при производњи цемента, гвожђа, челика, алуминијума и цинка. Продукти петролеја се користе у различитим материјалима као што су пластика, лубриканти и растварачи који могу испарити, растворити се или разградити, при чему се такође емитује CO2. Две трећине емисије од транспорта потиче од копненог саобраћаја. Младе биљке у процесу раста више уклањају CO2 из атмосфере, него што га производе. Сва подручја као што су фарме, пољане или шуме могу бити извори или понори CO2. Константно уништавање шума доводи до повећања емисије CO2, јер се угљеник који ослобађа дрвеће није уравнотежен новим растом шуме.
У првој половини 20. века појавила се сумња да се концентрација CO2 у атмосфери повећала услед сагоревања фосилних горива. После неколико мање успешних покушаја, 50-их година је успостављено неколико сталних мерених места, између осталог на Јужном полу и Хавајима, довољно далеко да се избегне загађење од локалне индустрије. 
Резултати са мерног места Мауна Лоа на Хавајима приказани су на графику, где се јасно види константан раст средње годишње концентрације CO2 (црна линија). Поред тога, средње месечне концентрације (црвена линија) имају изражен сезонски ход, са повећаним вредностима током зимских месеци и нижим током летњих месеци за северну Земљину хемисферу. Сезонске варијације су последица чињенице да се највећи део копна, а самим тим и вегетације, налази на северној Земљиној хемисфери, па током летње половине године лишће које је у фази раста апсорбују више угљен-диоксида. Додатан фактор за повећање CO2 током зимских месеци је повећано сагоревање фосилних горива током грејне сезоне са северној полулопти, где живи већи део популације. 
На основу проучавања садржаја угљеника у леду са Антарктика и Арктика., направљена је крива промене концентрације CO2 од пре 420.000 година до 2005. године. Током ледених доба, концентрација CO2 се кретала око 200 ппм (број молекула CO2 на један милион молекула ваздуха), а током топлијих, интерглацијалних, периода око 280 ппм. У односу на период пре индустријске револуције количина CO2 у атмосфери се повећала за 35%, од чега 6% у последњих 20 година. Данашња вредност измерена у на станици Мауна Лоа у фебруару 2013. износи 396 ппм и највећа је у последњих 400.000 година.

## Метан
Најефикаснији извор, који производи чак 76% природног метана (СН4), је влажно тло. Оно је станиште за анаеробне бактерије које врше разлагање органских материја, и при томе производе СН4. У процесу варења хране, животиње емитују око 11%, а зоопланктони, рибе и земљиште у приобалним подручјима су одговорни за 8% природног метана.
Антропогена продукција чини 60% укупне емисије метана. Он се ослобађа при производњи, транспорту и употреби природног гаса и нафте, у угљенокопима и рудницима. Канализација и отпадне индустријске воде се посебно третирају како би се уклониле разградиве органске материје, патогени организми и штетна хемијска једињења. Ако се ови процеси обављају у анаеробним условима, могу произвести метан. Отворене депоније и земљишта под водом (нпр. поља пиринча) су идеална средина за продукцију метана јер имају висок ниво влаге и велику количину органске материје која се анаеробно разграђује. Сточно ђубриво садржи велику количину метана који у атмосферу доспева његовом употребом..

## Гасови који садрже флуор
Водоник-флуороугљеници (НFC), перфлуороугљеници (PFC) и сулфат-хексафлорид (SF6) су вештачко синтетисани гасови који се ослобађају у различитим индустријским процесима. Често се користе као замена за гасове који оштећују озонски омотач у расхладним уређајима, аеросолним распршивачима, противпожарним пенама. SF6 се користи за изолацију електричних водова, производњу отпорника, у трафостаницама и прекидачима, као и у производњи и ливењу магнезијума.

## Азот-субоксид
Природна емисија азот-субоксида (N2О) највећим делом (70%) потиче од микробиолошких процеса денитрификације земљишта (највише у тропским областима) и седимента у океанима (највише у заливима). Азот-субоксид настаје и при оксидацији амонијака (NH4)..
Природна производња N2О услед микробиолошких процеса у тлу се може повећати различитим пољопривредним делатностима, као што су коришћење синтетичких и органских ђубрива. 
Азот-субоксид настаје као продукт реакције између азота и кисеоника при сагоревању фосилних горива. Емитована количина зависи од типа горива, технологије самог поступка и контроле загађења. Нуспродукт је у производњи нитритне киселине, најлона, синтетичких влакана, одеће и прехрамбене индустрије.

## Тропосферски озон
Озон (О3) је алотропска модификација кисеоника. Настаје у хемијској реакцији азотних оксида и угљоводоника у присуству Сунчеве светлости. Највећи део озона се налази у стратосфери, где на висини између 12 и 50 km. Овај озонски омотач има важну улогу да апсорбује штетно ултраљубичасто зрачење Сунца. Међутим, када се нађе у тропосфери, овај гас има штетно дејство. Најчешће се формира у издувним гасовима у саобраћају и при сагоревању фосилних горива.